# La Estación, Guerrero
La Estación är en ort i Mexiko.   Den ligger i kommunen Coyuca de Benítez och delstaten Guerrero, i den södra delen av landet, 290 km söder om huvudstaden Mexico City. La Estación ligger 6 meter över havet och antalet invånare är 119.
Terrängen runt La Estación är varierad. Havet är nära La Estación åt sydväst. Runt La Estación är det ganska glesbefolkat, med 25 invånare per kvadratkilometer. Närmaste större samhälle är Coyuca de Benítez, 6,7 km norr om La Estación. Omgivningarna runt La Estación är en mosaik av jordbruksmark och naturlig växtlighet.